# Block Island (Rhode Island)

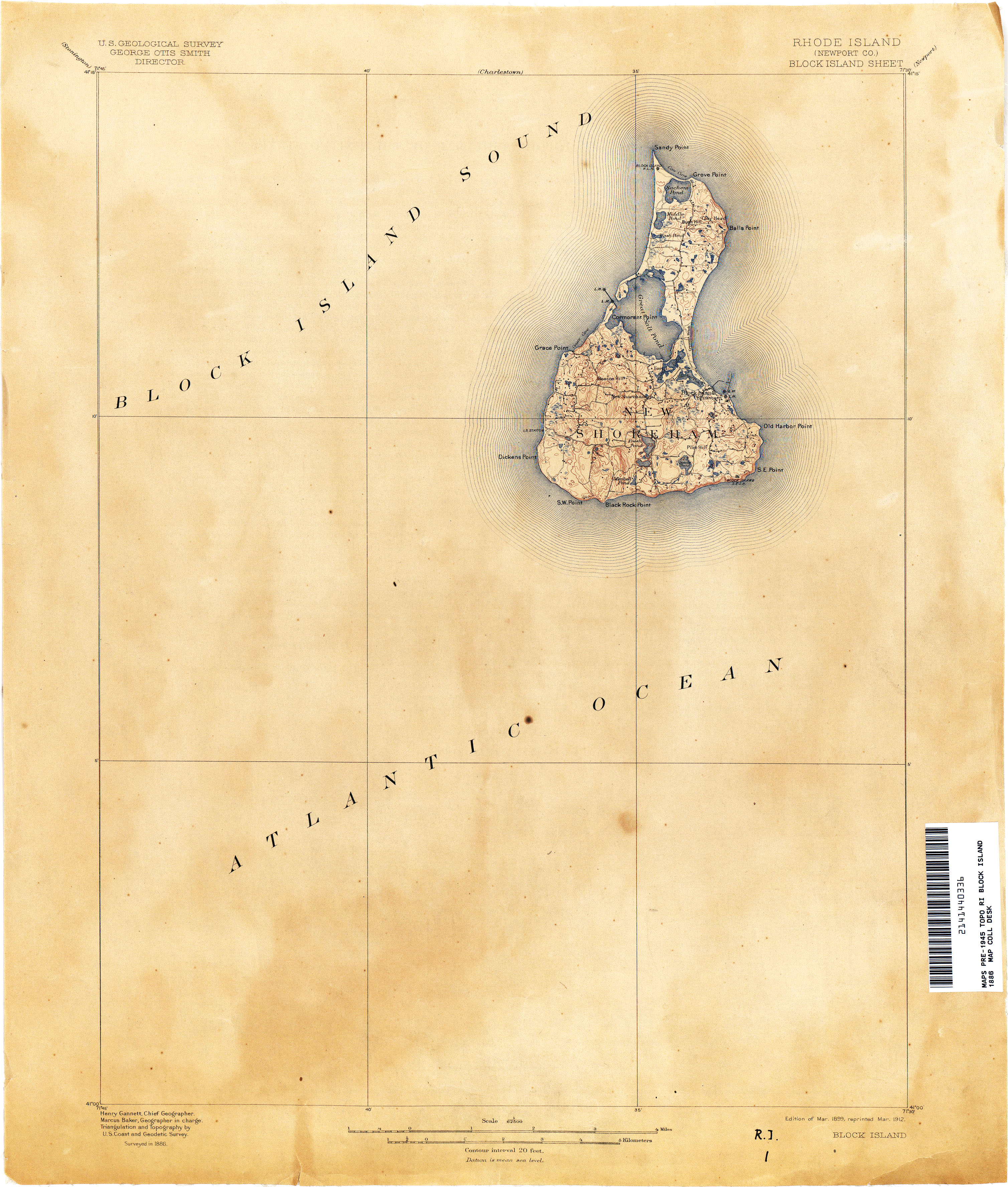
Karte von 1899

Block Island ist eine bewohnte Insel im Süden des US-Bundesstaates Rhode Island. Der amtliche Name der Inselgemeinde ist Town of New Shoreham (Washington County).

## Geographie
Die 11 Kilometer lange, bis zu 5 Kilometer breite, birnenförmige Insel umfasst 25,211 km² und liegt rund 16 Kilometer südlich der Küste des Festlandes, in der Nähe der Einfahrt zur Narragansett Bay. Die Südspitze der Insel, Black Rock Point, ist die südlichste Landmasse des Staates Rhode Island. Block Island verdankt seine Entstehung einer Endmoräne des Laurentidischen Eisschildes und ist vor etwa 22.000 Jahren entstanden. Die von zahlreichen Stränden umgebene Insel ist recht flach, die höchste Erhebung beträgt nur 64 Meter.
Die Landschaft besteht aus Küstenbuschland, Sandstränden und offenem Grasland. Über die gesamte Landfläche verteilen sich rund 300 Süß-, Salz- und Brackwassertümpel unterschiedlicher Größe. Sie stehen zum Teil unter Naturschutz und sind Rastplätze und Brutgebiete für zahlreiche Vogelarten.
Block Island hat Ozeanisches Klima, im Sommer angenehm warm, im Winter recht mild. Die Temperatur beträgt im Jahresmittel 10,8 °C, die Jahresregenmenge im Durchschnitt 1011 mm.
Etwa sechs Kilometer südöstlich der Insel befindet sich der Offshore-Windpark Block Island.

## Geschichte
Die Insel war ursprünglich vom Stamm der Narraganset-Indianer besiedelt. Sie nannten die Insel „Manisses“ (Manitus kleine Insel).
Für Europa entdeckt wurde Block Island im Jahr 1524 von Giovanni da Verrazzano. Der erste Europäer, der auf der Insel landete, war 1614 Adriaen Block, ein niederländischer Handelskapitän, der das Gebiet der Neuen Niederlande, den Long Island Sound und den Connecticut River erkundete. Seine Aufzeichnungen bildeten die Grundlage für die 1614 erschienene früheste Landkarte von Connecticut und Rhode Island des niederländischen Kartografen Willem Blaeu, auf der bereits Block Island eingezeichnet ist.
1636 kam Captain John Oldham aus Boston auf die Insel, um mit den Indianern Handel zu treiben. Im Verlaufe einer Auseinandersetzung ermordeten ihn die Indianer, was die englischen Siedler der Massachusetts Bay Colony veranlasste, Block Island zu besetzen und dabei mehrere Indianer zu töten. 1648 wurde die Insel für 40 Pfund angekauft, von zunächst 16 Familien besiedelt und 1664 Teil der englischen Kolonie Rhode Island. Während der Amerikanischen Revolution blieb die Inselgemeinde neutral und pflegte Handelskontakte mit beiden Parteien.
Am 6. April 1776 kam es während des Amerikanischen Unabhängigkeitskrieges in den Gewässern unweit der Insel zu einem Seegefecht (Battle of Block Island). Ein Verband von sieben Schiffen der Continental Navy, Vorläufer der United States Navy, unter dem Kommando von Commodore Esek Hopkins kam von einem Überfall auf den britischen Hafen von Nassau und traf südöstlich von Block Island auf das britische Kriegsschiff HMS Glasgow unter dem Kommando von Captain Tyringham Howe. Trotz der Überzahl der amerikanischen Flotte gelang es der Glasgow in einem zweistündigen Artillerieduell zwei amerikanische Schiffe zu beschädigen. Angesichts der Überzahl des gegnerischen Verbandes zog es Kapitän Howe vor, sein beschädigtes Schiff im damals britischen Hafen von Newport in Sicherheit zu bringen.
In den 1870er Jahren errichtete man bei Old Harbor, im Osten der Insel, eine große Hafenmole und baute mehrere Hotels, die heute zum National Register of Historic Places gehören. Seit dieser Zeit ist Block Island ein beliebtes und exklusives Touristenziel.
Bei einem Flugunfall vor Block Island im Dezember 1991 kamen die drei Insassen ums Leben.

## Verwaltung
Der amtliche Name der Inselgemeinde ist Town of New Shoreham, Washington County (Rhode Island), den im täglichen Sprachgebrauch jedoch kaum jemand benutzt. Block Island hat 1051 Einwohner, die in offenen Ansiedlungen über die gesamte Insel verteilt wohnen. Eine etwas dichtere Bebauung gibt es bei Old Harbor an der Ostküste. In den Sommermonaten vervielfacht sich die Einwohnerzahl durch die zahlreichen Ferien- und Tagesgäste.

## Infrastruktur

### Verkehr
Etwa in der Inselmitte liegt der Block Island State Airport (IATA: BID – ICAO: KBID) mit einer 763 Meter langen Asphalt-Landebahn. Er wird überwiegend von Privatflugzeugen genutzt, in den Sommermonaten gibt es jedoch Linienflüge mit kleinen Propellermaschinen vom Westerly State Airport. Hauptverkehrsmittel zur Insel sind Fähren, die von New London (Connecticut) und vom Point Judith in Narragansett (Rhode Island) ganzjährig verkehren und bei Old Harbor im Osten von Block Island anlegen.
Motorfahrzeuge sind nicht verboten, der Verkehr ist jedoch überschaubar. In den Sommermonaten benutzen viele Einheimische und Touristen – für die USA ungewöhnlich – den Motorroller, das Fahrrad oder gehen zu Fuß.
Auf der Insel gibt es mehrere Yachthäfen, der größte ist der Great Salt Pond im Nordwesten.

### Strom
Im Zuge der Bauarbeiten für den Offshore-Windpark Block Island wurde die elektrische Infrastruktur für die Inselbewohner verändert. Während früher Dieselgeneratoren den Strom erzeugten, wird die Insel seit Fertigstellung vom Offshore-Windparks über ein Seekabel mit Strom versorgt. Dadurch können jährlich etwa 4,5 Mio. Liter Dieselkraftstoff eingespart werden. Durch die Umstellung konnten die Stromkosten von 16,82 auf 12,44 US-Cent je Kilowattstunde sinken.

## Tourismus und Sehenswürdigkeiten

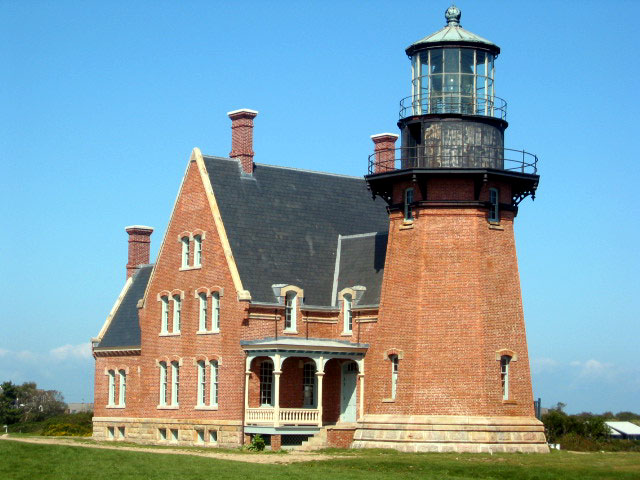
Block Island, Southeast Lighthouse

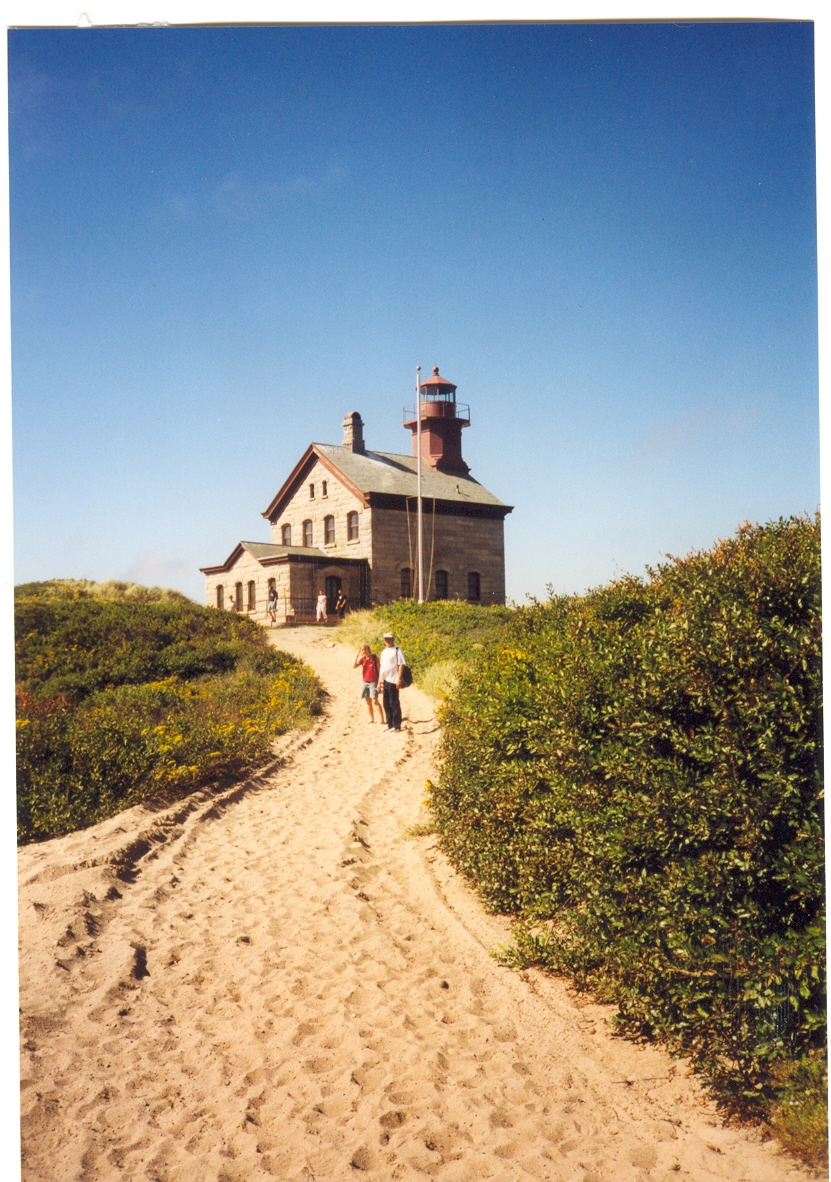
Block Island, North Light

Block Island ist touristisch bestens erschlossen, es gibt zahlreiche Hotels, Ferienwohnungen und -häuser für Übernachtungsgäste. Die exorbitanten Grundstückspreise limitieren die Zahl der Ferienhäuser, was dazu beiträgt, dass schlimme Bausünden bisher verhindert werden konnten. Die historischen Häuser sind sorgsam gepflegt und restauriert, neue Häuser wurden oft von namhaften amerikanischen Architekten errichtet. Der bekannte Architekt Robert Venturi baute mehrere, hervorragend in die Landschaft integrierte Holzhäuser auf Block Island.
Viele Touristen in den Sommermonaten sind Tagesgäste, dennoch konnte sich die Insel ihren kolonialen Charme bis heute erhalten.
Im Juni jedes Jahres findet die Block Island Race Week, eine bekannte Segelregatta statt, an der häufig auch bekannte Persönlichkeiten teilnehmen.
Touristische Ziele sind die beiden historischen Leuchttürme, die Mohegan Bluffs sowie das Natur- und Vogelschutzgebiet im Norden. Das Southeast Lighthouse wurde 1875 aus Ziegelsteinen erbaut und liegt unmittelbar an der Kante der Mohegan Bluffs, einer steilen Klippe, die 60 Meter senkrecht zum Meer abfällt. Der 20 Meter hohe oktogonale Turm mit dem danebenstehenden Haus für den Leuchtturmwärter wurde 1997 in die Liste der U.S. National Historic Landmarks aufgenommen. Seit 1990 sind der Leuchtturm und das beeindruckende Nebelhorn stillgelegt und von einem automatischen Leuchtfeuer ersetzt.:86–87
Im Norden der Insel gibt es einen weiteren sehenswerten Leuchtturm. Das Block Island North Light wurde 1829 ganz aus massiven Granitblöcken auf der Halbinsel Sandy Point gebaut und sicherte den Long Island Sound und die Einfahrt zur Narragansett Bay. Der auf dem Wärterhaus errichtete Turm ist 15 Meter hoch. Die ursprüngliche Konstruktion, die in einem Dünengebiet errichtet wurde, hielt jedoch nur 20 Jahre. Da die Dünen wandern, musste der Leuchtturm schon viermal versetzt werden. Seit 1973 ist er stillgelegt.:70–71 Heute ist dort eine in den Sommermonaten geöffnete Ausstellung über die einst sehr gefährliche Schifffahrt in den Gewässern vor Block Island.
Rodmans Hollow ist ein Naturschutzgebiet im Süden von Block Island. In dem geschützten Buschland-Ökosystem gibt es Sträucher der Gattungen Myrica und Schneeball (Viburnum), Felsenbirnen (Amelanchier) sowie ein bedeutendes Vorkommen der bedrohten Buschigen Steinrose (Crocanthemum dumosum). Die Hudsonweihe (Circus hudsonius) jagt und brütet hier.
Der schönste Strand der Insel, der Crescent Beach, erstreckt sich über vier Kilometer entlang der Ostküste.

## Wracks und Havarien
Zahlreiche Schiffe sanken in den Gewässern rund um Block Island, deren an den Strand gespülte Ladung früher eine lukrative Einnahmequelle für die Insulaner war. Die meisten Schiffswracks liegen heute noch dort und einige sind auch für Amateurtaucher erreichbar.
- Am 6. Mai 1945 versenkten zwei amerikanische Kriegsschiffe und zwei US-Militärluftschiffe das deutsche U-Boot U 853 etwa zehn Kilometer westlich von Old Harbor. Das Wrack liegt in etwa 40 Meter Tiefe.
- Zwei weitere U-Boote havarierten bei Block Island:
  - Am 25. September 1925 rammte der Frachter City of Rome das U-Boot USS S51, das sofort sank. 33 Besatzungsmitglieder ertranken, drei konnten sich retten.
  - Am 18. März 1945 sank das U-Boot USS Brass etwa zehn Kilometer südlich von Southeast Point. Auch dieses recht gut erhaltene Wrack liegt noch dort.
- Am 14. Januar 1942 versenkte das deutsche U-Boot U 123 den unter panamaischer Flagge fahrenden Tanker Olympic etwa 80 Kilometer südöstlich von Block Island. Es war das erste Mal, dass im Zweiten Weltkrieg ein Schiff nahe der amerikanischen Küste torpediert wurde.
- Am 27. Mai 1932 stieß das Passagierschiff City of Chattanooga etwa acht Kilometer südlich von Southeast Point mit dem Frachter Grecian in dichtem Nebel zusammen. Bei dem Unglück starben vier Besatzungsmitglieder der Grecian.
- Am 19. März 1905 kollidierte etwas südlich von Old Harbor das Frachtschiff Spartan im Nebel mit einem Felsen.
- Ebenfalls im Nebel lief am 10. Juli 1926 der Frachter Meteor an der Südspitze von Block Island auf die Klippen.
- Nebel vor der Küste wurde auch dem Tanker Lightburne zum Verhängnis, der am 10. Februar 1939 vor der Südküste von Block Island sank.
- Bis heute hat sich die Sage von dem Geisterschiff gehalten, über das sogar der Quäker John Greenleaf Whittier ein Gedicht geschrieben hat. Im Jahr 1752 segelte das niederländische Schiff Palatine mit 300 Immigranten von Amsterdam nach Boston. Am Weihnachtstag wurde das Schiff von einem gewaltigen Sturm auf die Mohegan Bluffs gedrückt und kenterte. Die Passagiere und die Besatzung konnten sich überwiegend an Land retten. Das hinderte allerdings die Strandräuber nicht daran, die Ladung zu plündern und das Schiff anschließend in Brand zu setzen. Als die Palatine lichterloh brannte, ertönte ein grässlicher Schrei, eine Frau, die nicht rechtzeitig von Bord gekommen war, verbrannte bei lebendigem Leibe. Von da an soll das geisterhafte, brennende Wrack an jedem Weihnachtstag zurückkehren. Es gibt bis in die neuere Zeit mehrere Zeugen, die ernsthaft behaupten, das Geisterschiff beobachtet zu haben. Der Wahrheitsgehalt der Legende ist zweifelhaft. Ein havariertes Schiff mit dem Namen Palatine hat es nie gegeben. Tatsächlich ist am 27. Dezember 1738 das Auswandererschiff Princess Augusta an der Nordküste von Block Island mit 350 Passagieren gestrandet, die jedoch nicht zu Schaden kamen. Offenbar wurden hier Wahrheit und Legende vermischt.[10]